# Szőcs Erika
Szőcs Erika (Kolozsvár, 1967. december 7. –) magyar színésznő.

## Életpályája
„Kolozsváron születtem, Erdélyben. Mivel nagymamám egész pici korom óta vitt színházba így mondhatni megfertőzött ez a világ. Amióta csak tudom magam, színész akartam lenni.”

 1987-ben, szülővárosában az Állami Magyar Színház Hamlet című előadásában szerepelt először. Színészi diplomáját a  Marosvásárhelyi Művészeti Egyetemen 1995-ben kapta meg. Gyakorlati idejét Marosvásárhelyen és a temesvári Csíky Gergely Színháznál töltötte. Pályáját a Nagyváradi Állami Színház Szigligeti Társulatánál kezdte. 1999-től Magyarországon szabadúszóként dolgozott a Budapesti Kamaraszínházban és Szarvason. 2003 és 2007 között a Honvéd Együttes művésze volt. 2008-tól szabadúszóként játszott Győrben a Forrás Színházi Műhely előadásain, Tatabányán a Jászai Mari Színházban, a Békéscsabai Jókai Színházban és az Evangélium Színháznál. 2013-tól a Soproni Petőfi Színház társulatának színésznője.

## Fontosabb színházi szerepei
- William Shakespeare: Ahogy tetszik... Célia
- William Shakespeare: Macbeth... Lady Macduff
- William Shakespeare: Hamlet... Színész
- Molière: A képzelt beteg... Béline
- Molière: A ragaszkodók... Kriszta
- Friedrich Schiller: Stuart Mária... Udvarhölgy
- Georg Büchner: Woyzeck... Käthe
- Arisztophanész: A Gazdagság... Vénszatyor, özvegy
- Henrik Ibsen: Ha mi holtak feltámadunk... Maja
- Henrik Ibsen: Peer Gynt... szereplő
- Federico García Lorca: Vérnász... Szomszédasszony
- Ion Luca Caragiale: Az elveszett levél... Zoe
- Marin Držić: Dundo Maroje... Pera
- Robert Williams: Luke és Jon... Jon nagyanyja
- Neil Simon: Furcsa pár (női verzió)... Sylvie
- Ray Cooney: Ne most, drágám!... Sue Lawson
- Sólem Aléchem – Joseph Stein – Jerry Bock: Hegedűs a háztetőn... Cejtel
- John Kander – Fred Ebb: Kabaré... Fraulein Kost
- Andrew Lloyd Webber – Tim Rice: Evita... szereplő
- Frederick Loewe – Alan Jay Lerner: My fair lady... Mrs. Eynsford-Hill
- Bornemisza Péter: Magyar Elektra... szereplő
- Csiky Gergely: A nagymama... Márta
- Heltai Jenő: A tündérlaki lányok... Sári
- Molnár Ferenc: Az üvegcipő... Adél, háztulajdonos
- Molnár Ferenc: Liliom... Muskátné
- Szép Ernő: Tűzoltó... Egy szép özvegyasszony
- Szép Ernő: Kávécsarnok... Rozi
- Füst Milán: Catullus... szereplő
- Németh László: Széchenyi... Crescentia
- Sík Sándor: István király... Gyöngy, Vazul felesége
- Sütő András: Az ugató madár... szereplő
- Szabó Magda: Kígyómarás... Kémery Klára
- Tamási Áron: Énekes madár... Gondos Eszter
- Tamási Áron: Ördögölő Józsiás... Dilló
- Kárpáti Péter: Mi a szerelem?... szereplő
- Kárpáti Péter: Akárki... Vera
- Horváth Péter: Bevetés (Ilyen a boksz)... Tanárnő; Főnökasszony
- Horváth Péter – Presser Gábor – Sztevanovity Dusán: A padlás... Mamóka
- Horváth Péter – Nemes István – Dés László – Böhm György – Korcsmáros György: Valahol Európában... Tróger
- Papp Gyula – Demjén Ferenc – Sárdy Barbara: Ármány és szerelem... Millerné
- Rudyard Kipling – Békés Pál – Dés László – Geszti Péter: A dzsungel könyve... Bagira
- Szergej Szergejevics Prokofjev: Péter és a farkas... Mesélő
- Katona Imre: Csíksomlyói magyar passió... Mária
- Katona Imre: Isten komédiása... Pica, Ferenc anyja
- Béres Attila – Várkonyi Mátyás: A bábjátékos... Trilla
- Turczi István: Anna-bál... Amál
- Eisemann Mihály – Békeffi István: Egy csók és más semmi... Teca
- Kálmán Imre: Csárdáskirálynő... Klementina
- Ábrahám Pál: Bál a Savoyban... Polette
- Kitano Takeshi – Németh Ervin: Csillagbölcső... Anya
- Németh Ervin: Salamon király varázsgyűrűje... szereplő
- Tóthárpád Ferenc: Vadalma... szereplő
- Grimm fivérek: Rigócsőr király... Királykisasszony

## Filmek, tv
- A napfényben fürdő kastély (2010)
- Képtelen történet (2014)
- Csonka délibáb (2015)
- Hova tartasz? (2018)